# It’s My House
«It’s My House» (с англ. — «Это мой дом») — песня, записанная американской певицей Дайной Росс для её девятого студийного альбома. Авторами и продюсерами записи стали Николас Эшфорд и Валери Симпсон.
Песня была выпущена в качестве второго сингла с альбома 20 октября 1979 года. Сингл не попал в американскую «горячую сотню», но смог войти в топ-40 чарта Hot Soul Singles и британского UK Singles Chart.
В 2020 году ремикс песни от Эрика Каппера попал на сборник его ремиксов песен Дайаны Росс Supertonic: Mixes.

## Позиции в хит-парадах
| Хит-парад (1979)                      | Высшая позиция |
| ------------------------------------- | -------------- |
| Австралия (Kent Music Report)         | 71             |
| Великобритания (OCC UK Singles)       | 32             |
| США (Billboard Hot R&B/Hip-Hop Songs) | 27             |
| ЮАР (Springbok Radio)                 | 7              |

## Кавер-версии
- В 1980 году кубинская певица Ла Лупе записала испаноязычный вариант песни («Es Mi Casa») для альбома En algo nuevo. Данная запись была одной из последних в её карьере, после певица «вышла на пенсию»[8].